# Diogo Valente
Diogo Jorge Moreno Valente oder kurz Diogo Valente (* 23. September 1984 in Aveiro) ist ein portugiesischer Fußballspieler.

## Karriere

### Verein
Valente begann mit dem Vereinsfußball 1994 in der Nachwuchsabteilung von Real Massamá. Nach sechs Jahren verließ er diesen Klub und spielte ein Jahr für die Jugendabteilung Boavista Portos. Ab 2001 spielte er eine Saison lang für den Nachwuchs von CD Feirense und kehrte anschließend zu Boavista Porto zurück. Hier wurde er 2003 mit einem Profivertrag ausgestattet und anschließend für die Saison 2003/04 an GD Chaves ausgeliehen. In der Zeit 2004 bis 2006 behielt ihn dann Boavista im Profikader und setzte ihn in 45 Ligapartien ein.
Zur Saison 2006/07 wurde Valente vom Stadt- und Ligarivalen FC Porto verpflichtet. Für diesen Verein absolvierte er bis zum Sommer 2009 nur eine Ligapartie. Die Rückrunde der Saison 2006/07 lieh ihn Porto an Marítimo Funchal und für die Spielzeiten 2007/08 und 2008/09 an Leixões SC aus. Anschließend wechselte er zu Sporting Braga. Bei diesem Klub spielte er nur die Saison 2009/10 und verbrachte die nächste Spielzeit als Leihspieler bei Académica de Coimbra. Dieser Verein verpflichtete ihn am Ende des Leihvertrags auch.
In der Sommertransferperiode 2012 verließ Valente Portugal England und wurde von rumänischen Klub CFR Cluj verpflichtet. Hier spielte er nur eine Saison und verbrachte die nächsten zwei Spielzeiten als Leihgabe bei  Académica de Coimbra (Leihe) bzw. Gil Vicente FC.
Zur Saison 2015/16 wechselte er in die türkische TFF 1. Lig zu Şanlıurfaspor und spielte hier eine Saison lang. Im Sommer 2016 wurde sein Vertrag nicht verlängert. Er war einige Monate ohne Verein, ehe er im November 2016 beim SC Freamunde in die portugiesische Segunda Liga. Mit seinem neuen Klub musste er am Ende der Saison 2016/17 absteigen. Er selbst blieb in der Liga, da er sich Aufsteiger UD Oliveirense anschloss. Dort steuerte er acht Treffer zum Klassenerhalt 2018 bei. 2019 ging er zu unterklassigen Vereinen.

### Nationalmannschaft
Valente begann seine Nationalmannschaftskarriere 2005 mit einem Einsatz für die Portugiesische U-21-Nationalmannschaft. 2007 begann er auch für die zweite Garde der Portugiesische A-Nationalmannschaft, der Portugiesische B-Nationalmannschaft, zu spielen.